# Palazzo Alliata
Palazzo Alliata si trova sul lungarno Gambacorti, angolo via Mazzini, a Pisa.
Il palazzo attuale è il frutto dell'accorpamento di varie costruzioni medievali, risalenti all'XI o al XII secolo. Risalta chiaramente sulla facciata l'ossatura medievale, composta da piedritti in pietra verrucana tra i quali cono inseriti gli archi di sostegno dei piani e del tetto, alcuni a sesto acuto, altri a sesto ribassato, sia in pietra che in cotto. Sono visibili anche alcune architravi marcapiano. Le finestre attuali invece risalgono al Seicento.
Su via Mazzini sono ben visibili i diversi edifici che oggi compongono la struttura, con strutture molto diverse. Su uno si aprivano numerose monofore e una bifora, quasi a creare un loggiato.